# 大江胡同32号
大江胡同32号，位于北京市东城区大江胡同32号，是北京市东城区普查登记文物。

## 简介
大江胡同32号占地面积大约130平方米，曾是一家商铺，后转为公私合营院，后来成为民宅。北京晚报報道，院门上方“乾义成”的砖雕匾额被推测为陈独秀题写，据胡同研究人士认为，此院的主人可能曾为王玥波的祖父在小江胡同经营的绸缎庄，后来绸缎庄搬到大江胡同，改为皮货庄。
2006年，该院住户全部迁走后，负责前门东侧拆除腾退工作的大前门公司对该院进行封堵管理，其间曾发现文物构件丢失，因此在2011年将院门口“乾义成”牌子及砖雕收回保管。2012年，大江胡同32号被定为北京市东城区普查登记文物，但未挂牌。
2015年，在前门东路东侧的拆迁中，北京市万泽星房屋拆除工程有限责任公司擅自拆除了大江胡同32号四合院，整个院落几乎被夷平。2015年10月22日，东城区文化委员会执法队在巡查时发现大江胡同32号文物建筑被违法拆除，乃到现场调查取证，责令停止侵犯文物的行为。2015年11月，中国古迹遗址保护协会会员曾一智向东城区文化委员会举报了大江胡同32号被违法拆除。同月，东城区文化委员会和大前门公司就大江胡同32号、冰窖斜街15号文保院落被拆除一事进行了说明，大前门公司表示大江胡同32号将根据原貌恢复，并将原保存的“乾义成”牌匾及砖雕、门墩等安回原处。2016年6月7日，东城区文化委员会作出“东文执罚（2016）第17号”决定，对擅自拆除不可移文物大江胡同32号的北京市万泽星房屋拆除工程有限责任公司处以罚款。
大江胡同32号四合院在拆除后进行了复建，原“乾义成”砖雕匾额至2021年已归原处。
截至2024年1月，该四合院为北京市东城区的“尚未核定公布为文物保护单位的不可移动文物”。